# Port refuge
Un port refuge est un port capable d'accueillir des navires en détresse et préparé à combattre les risques de pollution marine en découlant.

## Historique
La notion de port refuge fait suite au naufrage de l'Erika en 1999, l'Union Européenne prend conscience que « l'absence de lieu de refuge peut avoir de graves conséquences en cas d'accident en mer » et incite les États membres à mettre en place des plans permettant aux navires en détresse de venir s'abriter dans leurs ports ou d'autres lieux protégés. Ces mêmes plans doivent également inclure la mise à disposition de moyens et installations permettant « l'assistance, le sauvetage et le combat contre la pollution ».
La France adopte en février 2012 un décret « relatif à l'accueil dans un lieu refuge d'un navire ayant besoin d'assistance » et définit un lieu refuge comme « un port, une partie d’un port ou un autre mouillage ou ancrage de protection ou toute autre zone abritée, désigné par un État membre pour accueillir des navires en détresse ». Dans le cas français, afin d'éviter le refus de l'accueil d'un navire par une autorité portuaire, il est décidé que le préfet maritime peut désigner un port qu'il enjoint d'accueillir un tel navire.

## Application
Néanmoins, malgré ces mesures, en été 2012, la France refuse d'accueillir le porte-conteneur allemand MSC Flaminia, à la dérive au large de la Bretagne au motif d'un manque d'information sur l'état de sa coque et de cargaison potentiellement dangereuse dans ses conteneurs. Le navire sera finalement remorqué jusqu'à son port de destination en Allemagne du Nord après deux mois de dérive. 
La désignation d'un lieu de refuge a également comme objectif de restreindre au maximum l'impact d'une éventuelle pollution marine à une portion du littoral plutôt qu'à une infection massive en pleine mer. Après le naufrage du Prestige en novembre 2002 au large de la Galice, l'Espagne a d'abord voulu repousser le pétrolier vers la France puis vers le Portugal. L'absence de désignation rapide et ferme d'un port refuge a eu pour conséquence la pollution de 400 km de rivage.
Plusieurs éléments doivent être pris en compte pour la désignation d'un port refuge : l'état de la mer, l'état du navire, la nature du chargement qui peut nécessiter des infrastructures adaptées et enfin les conséquences socio-économiques. Par exemple, l'accueil d'un grand tanker menaçant de se briser en deux dans un petit estuaire en plus d'une importante pollution signifierait l'arrêt du trafic portuaire pour plusieurs mois menaçant de très nombreux emplois.